# 肯佩尼
肯佩尼是羅馬尼亞的城鎮，位於該國西北部，距離首府阿爾巴尤利亞51公里，由阿爾巴縣負責管轄，面積86.6平方公里，海拔高度559米，2009年人口7,789，大多數居民信奉東正教。